# 古窗龍屬

头骨重建图

古窗龍屬（屬名：Paleothyris）又名古單弓獸，是小型、靈活、外表類似蜥蜴的爬行動物，生存於石炭紀晚期（中賓夕法尼亞紀）的加拿大新斯科細亞，約3億1200萬到3億400萬年前，是已知最古老的羊膜動物之一。古窗龍擁有銳利的牙齒與大型眼睛，意味牠們是夜間獵食者。牠身長大約30公分。牠們可能以昆蟲以及其他共同生存於同一林層發現的小型動物為食。古窗龍是種早期爬行動物，仍然擁有某些原始特徵，較類似四足類動物而非爬行動物，尤其是頭顱骨缺乏顳顬孔，顳顬孔出現在現代爬行動物與其他動物上。